# NASCAR PEAK Mexico Series

Das Logo der NASCAR Corona Series bis Ende 2011.

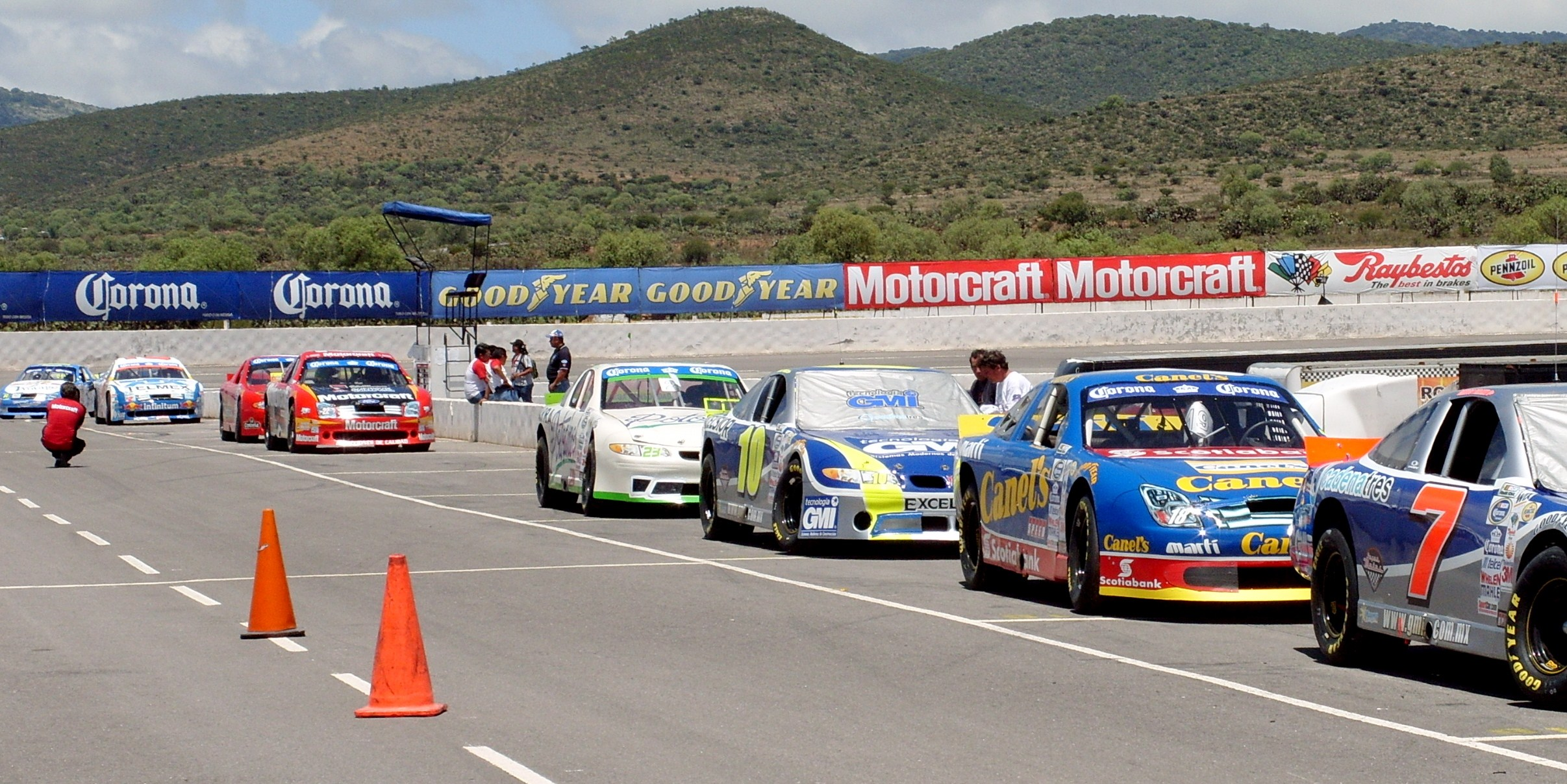
Die Corona Series auf dem Autódromo Potosino in Zaragoza, San Luis Potosi

Die NASCAR PEAK Mexico Series, ist eine NASCAR-Serie, die ausschließlich in Mexiko ihre Rennen austrägt. Es ist die ursprüngliche Desafio Corona Series, die größte Stockcar-Serie in Mexiko, welche im Jahre 2004 von NASCAR und OCESA, einer Entertainmentfirma, gegründet wurde. Die Partnerschaft zwischen NASCAR und OCESA ist nun offiziell bekannt als NASCAR Mexico.
Seit 2007 veranstaltet NASCAR Mexiko die heutige PEAK Mexico Series zusammen mit der NASCAR Mexico T4 Series. Die Serie wird von der NASCAR als regionale Serie eingestuft, wie auch die NASCAR Pinty’s Series oder die NASCAR K&N Pro Series East.
Die Serie wurde 2016 nicht ausgetragen, was größtenteils darauf zurückzuführen war, das die Organisatoren lieber den Großen Preis von Mexiko der Formel 1 unterstützen wollten. Viele Fahrer wechselten daraufhin in die Super Copa Telcel „V8“ Series. Im Oktober 2016 wurde angekündigt, dass die Serie 2017 mit dem neuen Sponsor PEAK zurückkehrt.

## Meister der Serie
| Saison | Name                                                      | Meister          | Marke          | Team des Meisters          |
| ------ | --------------------------------------------------------- | ---------------- | -------------- | -------------------------- |
| 2004   | Desafio Corona Series                                     | Carlos Pardo     | Pontiac        | Equipo Telcel-Sun-Motorola |
| 2005   | Desafio Corona Series                                     | Jorge Goeters    | Pontiac/ Dodge | Team GP                    |
| 2006   | Desafio Corona Series                                     | Rogelio López    | Pontiac/ Dodge | Escudería Telmex           |
| 2007   | NASCAR Corona Series anfangs: NASCAR Mexico Corona Series | Rafael Martínez  | Ford           | Team GP                    |
| 2008   | NASCAR Corona Series anfangs: NASCAR Mexico Corona Series | Antonio Pérez    | Dodge          | Escudería Telmex           |
| 2009   | NASCAR Corona Series anfangs: NASCAR Mexico Corona Series | Germán Quiroga   | Ford           | Equipo Telcel              |
| 2010   | NASCAR Corona Series anfangs: NASCAR Mexico Corona Series | Germán Quiroga   | Ford/ Dodge    | Equipo Telcel              |
| 2011   | NASCAR Corona Series anfangs: NASCAR Mexico Corona Series | Germán Quiroga   | Dodge          | Equipo Telcel              |
| 2012   | NASCAR Toyota Series                                      | Jorge Goeters    | Mazda          | Team GP                    |
| 2013   | NASCAR Toyota Series                                      | Rodrigo Peralta  | Ford           | Tame Racing                |
| 2014   | NASCAR Toyota Series                                      | Abraham Calderón | Dodge          | Escudería Telcel Racing    |
| 2015   | NASCAR Mexico Series                                      | Rubén García jr. | Ford           | Canel’s Racing             |